# 膜缘婆罗门参
膜缘婆罗门参（学名：Tragopogon marginifolius），为菊科婆罗门参属下的一个植物种。